# Laussonne
Laussonne ist eine französische Gemeinde mit 1.019 Einwohnern (Stand: 1. Januar 2022) im Département Haute-Loire in der Region Auvergne-Rhône-Alpes; sie gehört zum Arrondissement Le Puy-en-Velay und zum Kanton Mézenc. Seit 1966 besteht eine Jumelage mit Gründau im Hessen.

## Geographie
Laussonne liegt etwa 15 Kilometer südöstlich von Le Puy-en-Velay am gleichnamigen Flüsschen Laussonne. Umgeben wird Laussonne von den Nachbargemeinden Lantriac im Norden und Westen, Saint-Julien-Chapteuil im Norden, Saint-Front im Osten und Nordosten, Moudeyres im Osten, Freycenet-la-Tour im Süden sowie Le Monastier-sur-Gazeille im Süden und Westen.

## Bevölkerungsentwicklung
| Jahr                       | 1962 | 1968 | 1975 | 1982 | 1990 | 1999 | 2006 | 2017 |
| Einwohner                  | 1167 | 1124 | 1052 | 1040 | 1063 | 991  | 981  | 1010 |
| Quellen: Cassini und INSEE |      |      |      |      |      |      |      |      |

## Sehenswürdigkeiten
- Kirche Saint-Pierre-aux-Liens, seit 1993 Monument historique

## Weblinks

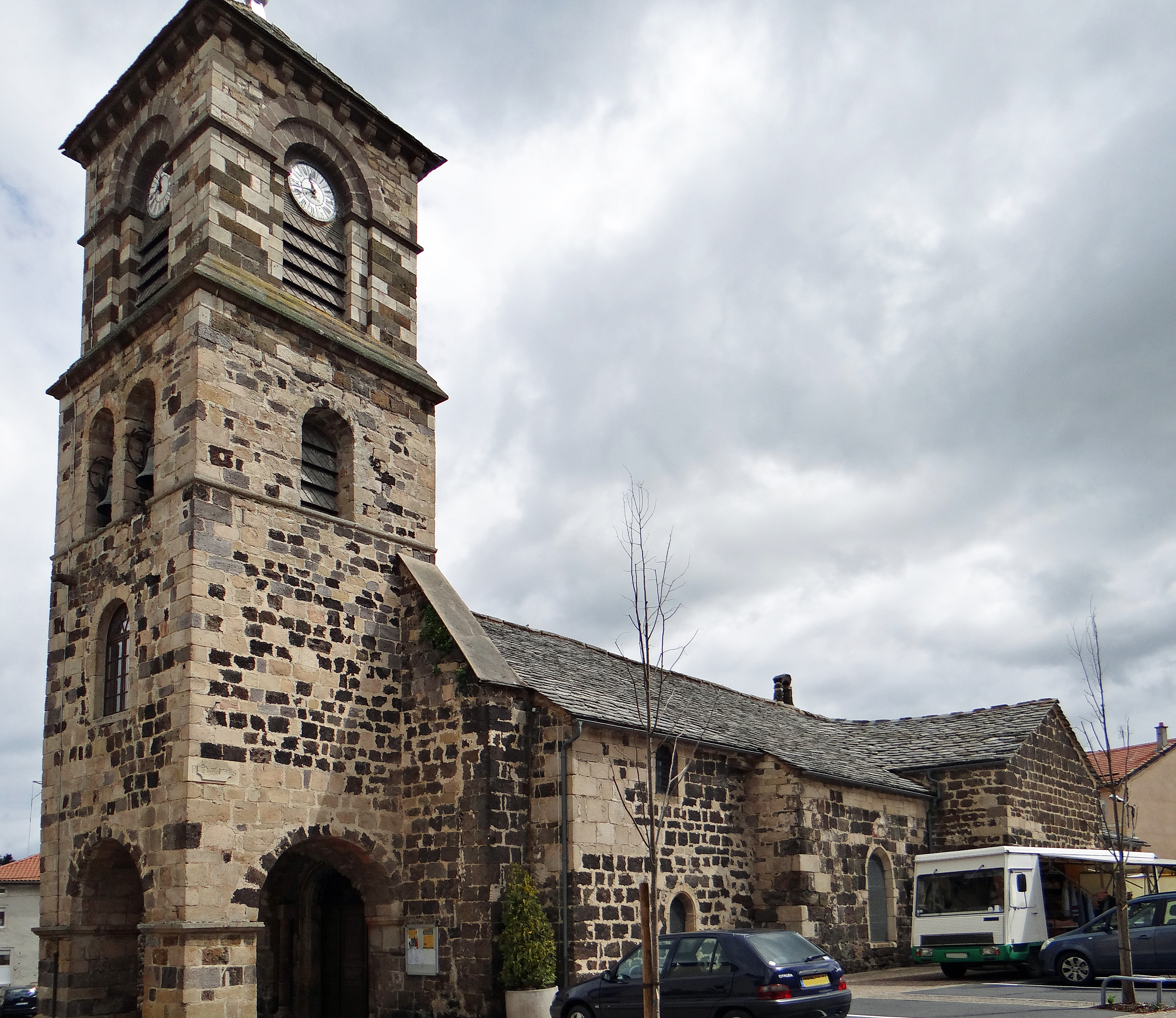
Kirche Saint-Pierre-aux-Liens